# Pat Swindall

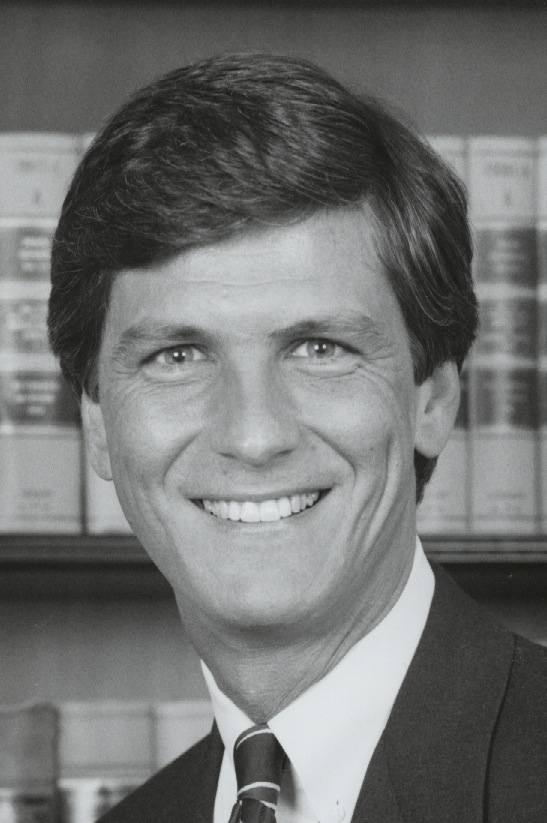
Pat Swindall

Patrick Lynn „Pat“ Swindall (* 18. Oktober 1950 in Gadsden, Alabama; † 11. Juli 2018 in Johns Creek, Georgia) war ein US-amerikanischer Politiker. Zwischen 1985 und 1989 vertrat er den Bundesstaat Georgia im US-Repräsentantenhaus.

## Werdegang
Pat Swindall arbeitete als jugendlicher im Möbelgeschäft seines Vaters Nathan an der Ecke Butler (heute Jesse Hill Jr. Drive) und leitete es später. Er besuchte die öffentlichen Schulen seiner Heimat und studierte danach bis 1972 an der University of Georgia. Nach einem anschließenden Jurastudium an derselben Universität und seiner im Jahr 1975 erfolgten Zulassung als Rechtsanwalt begann er in Atlanta in seinem Beruf zu arbeiten. Politisch wurde Swindall Mitglied der Republikanischen Partei. Bei den Kongresswahlen des Jahres 1984 wurde er im vierten Wahlbezirk von Georgia in das US-Repräsentantenhaus in Washington, D.C. gewählt, wo er am 3. Januar 1985 die Nachfolge von Elliott H. Levitas antrat. Nach einer Wiederwahl konnte er bis zum 3. Januar 1989 zwei Legislaturperioden im Kongress absolvieren.
Swindalls Laufbahn war nicht frei von Kontroversen. So wurde er 1988 wegen Meineids angeklagt. Diese Anklage war ein Grund für seine Niederlage bei den Kongresswahlen desselben Jahres. Später wurde er zu einem Jahr Gefängnis verurteilt. Nach seiner Entlassung moderierte er eine konservativ-religiöse Radiosendung. Im Jahr 2009 geriet er erneut wegen einer Anklage in die Schlagzeilen. Diesmal ging es um illegale Wahlkampfspenden an eine Stadtverordnete von Atlanta. Später leitete Pat Swindall eine Investmentfirma in Atlanta.